# Кордулегастер кільчастий
Кордулегастер кільчастий (Cordulegaster boltonii або Cordulegaster annulatus annulatus) — вид (або підвид) бабок. Типовий підвид поліморфного виду палеарктично-орієнтального роду.

## Поширення
Зони мішаних лісів та лісостепова. Ареал охоплює також пд. райони Пн. i Центр. Європи та сх. частину Сх.-Європейської рівнини.

## Місця перебування
Узлісся та галявини рівнинних і гірських лісів, заплавні луки й чагарники вздовж річок і озер; личинки живуть у проточних водоймах.

## Чисельність та причини її зміни
Чисельність незначна (поодинокі особини).
Причини зміни чисельності: Хімічне та органічне забруднення водойм.

## Особливості біології
Самка відкладає яйця у водойму з повітря (під час льоту). Кордулегастер кільчастий — хижак; полює на дрібних літаючих комах, переважно в затінених місцях; личинки живляться водяними комахами.

## Охорона
Вид внесено до Червоної книги України. Заходи охорони не здійснювалися. Треба докладно вивчити особливості біології виду. Рекомендується створити ентомологічні заказники на водоймах, де виявлені личинки, Розмноження у неволі не проводилось.